# La Gazette

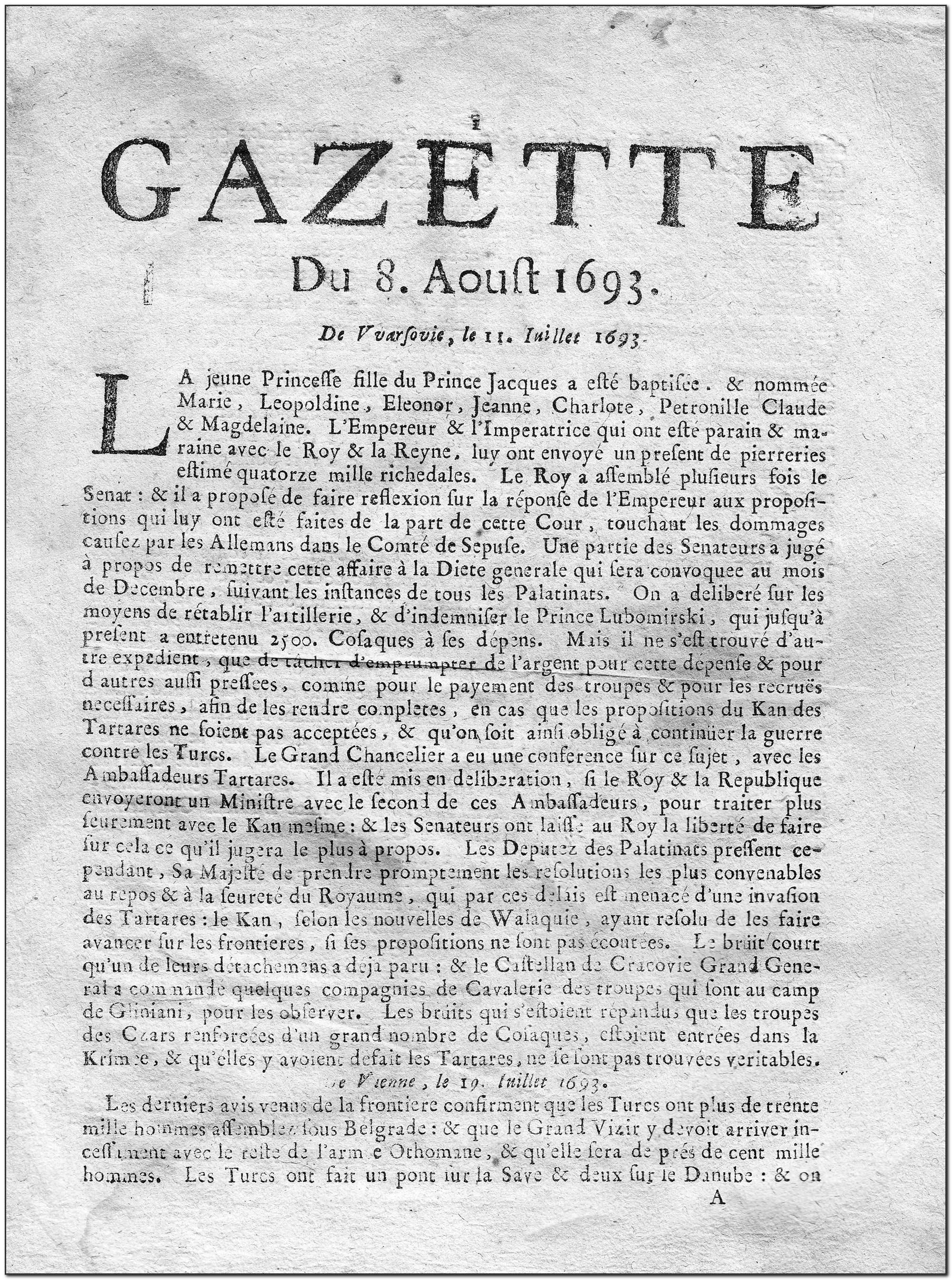
Wydanie La Gazette z 8 sierpnia 1693.

La Gazette – najstarsza gazeta francuska założona w roku 1631. Założył ją Théophraste Renaudot, medyk Ludwika XIII. La Gazette była tygodnikiem (ukazywała się w czwartek) i zawierała 4 strony. Była wydawana do roku 1915.

## Ancien régime
La Gazette miała informować o zdarzeniach w polityce międzynarodowej, w dyplomacji i o wydarzeniach na dworze. W roku 1762, rozbudowano jej tytuł na: Gazette de France, dodając podtytuł: Organe officiel du Gouvernement royal. W roku 1787 Charles-Joseph Panckouke przejął Gazette i dołączył ją do innej posiadanej już przez siebie Mercure de France i do  Moniteur universel który później założył.

## Podczas Rewolucji
La Gazette ograniczała się głównie do wydawania rozporządzeń rządu. W 1791 przejęli ją żyrondyści. Od maja 1792 La Gazette zmieniła nazwę na: Gazette nationale de France. Po tym jak ścięty został Ludwik XVI (21 stycznia 1793) stawała się coraz bardziej apolityczna i ostrożna. 